# Jorge Robledo (conquistador)
El mariscal Jorge  Robledo (Úbeda, c. 1500-  Pácora, 5 de octubre de 1546) fue un militar y conquistador español. Figura en la historia de Colombia como el «conquistador de Antioquia». Pedro de Heredia lo acusó de usurpar sus fueros, lo encarceló y lo envió a España con un proceso de rúbrica. Allí Robledo fue absuelto de los cargos de usurpación de jurisdicción. Conquistó territorios americanos; asimismo fundó varias ciudades, entre ellas San Jorge de Cartago. Su mayor rival para controlar las zonas descubiertas fue Belalcázar.
El 5 de octubre de 1546, en la vereda Alto de Pozo del corregimiento de San Bartolomé, del municipio de Pácora, fue capturado y condenado a muerte por Sebastián de Belalcázar, con quien mantenía una fuerte rivalidad por el control de los territorios descubiertos.

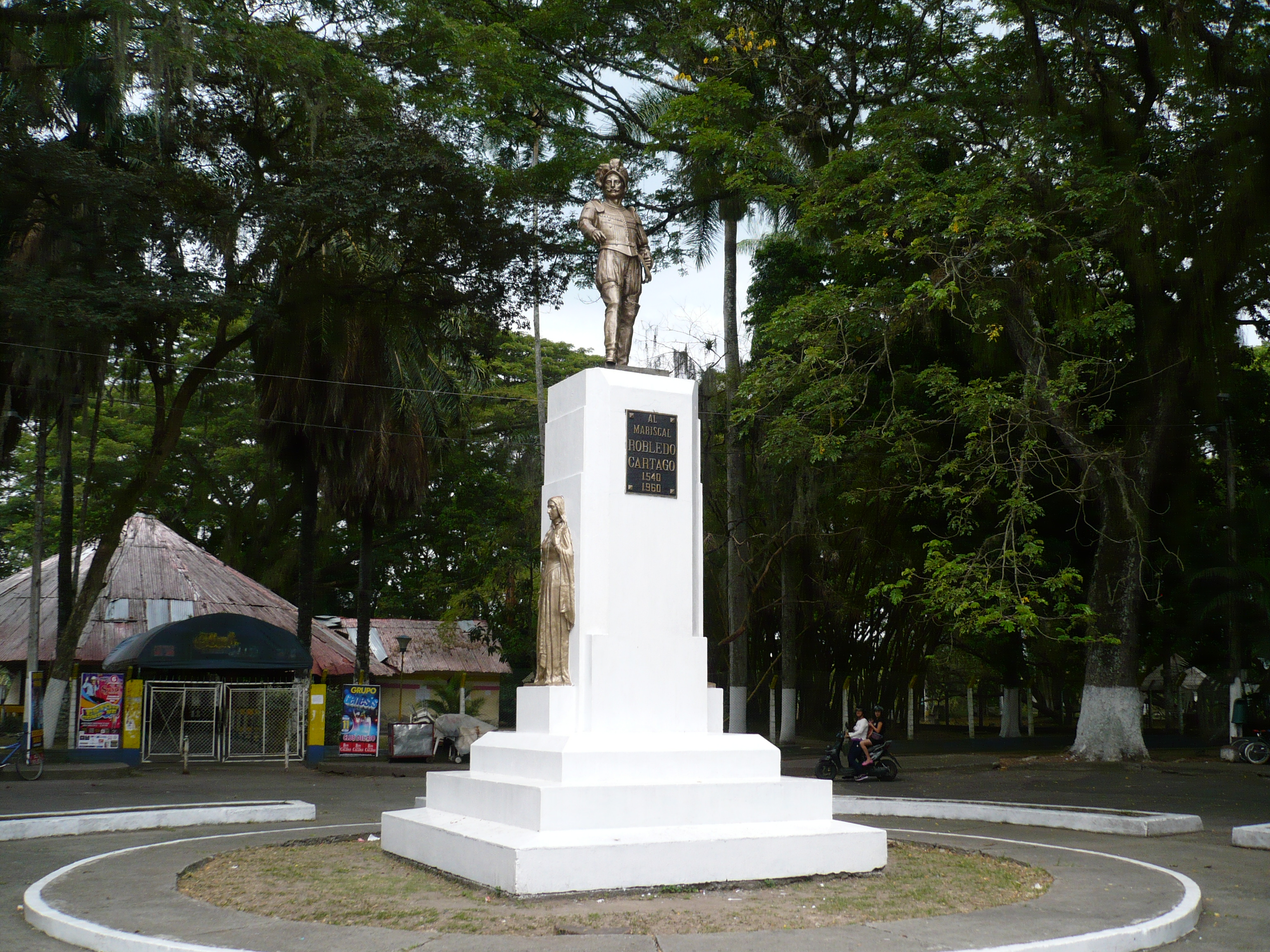
Monumento al mariscal Robledo en el parque La Isleta, Cartago.

## Biografía
Nacido en Úbeda, Reino de Jaén, Corona de Castilla, en uno de los primeros años del siglo xvi, era de noble origen. Fue capitán en las guerras de Italia —ver Francisco I y Carlos V—, en donde vencieron los castellanos. Su papel en las conquistas del Nuevo Mundo no se reduce solo al norte de la región caucana y a la región de Antioquia, en Colombia, dado que su nombre figura entre los descubridores de Nueva Galicia, en la conquista de Guatemala, en la batalla de Cajamarca en Perú, y es posible que se integrara al ejército de Sebastián de Belalcázar en búsqueda de El Dorado.
Estuvo en los momentos de la fundación de las ciudades de Cali y Popayán, y de esta última ciudad fue uno de sus primeros alcaldes.

### Participación en la conquista de Perú
Únicamente se encuentran referencias claras acerca de Jorge Robledo desde el momento en que auxilió a Francisco Pizarro, cuando se disponía a salir para Cajamarca, Perú, y participando con el ejército de Sebastián de Belalcázar en la conquista del Perú, de donde pasó al sur de la actual Colombia. Llegó a alcanzar la cuenca del río Cauca en el actual noroccidente antioqueño, haciendo fundación de las poblaciones de Santa Fe y Antioquia, reasentadas varias veces posteriormente por los continuos ataques de las poblaciones originarias, propiciando los primeros asentamientos coloniales en el denominado "Valle de los Hevexicos".

### Fundación de Anserma y Cartago
En Cali, el gobernador Lorenzo de Aldana le dio la orden de explorar la provincia de Anserma. Fundó, en 1539, en el Valle de Umbrá, sobre una colina, la Villa de Santa Ana de los Caballeros, después llamada Anserma.
Peleó con los indios pozos, cuyo cacique Pirameque resultó herido. Al vencerlo, siguió hacia Motavita —actual departamento de Caldas—, donde combatió con los paucuras y su cacique Pimaná. Pasó a Santiago de Arma, donde venció la fuerte resistencia de los indios que guerreaban, ellos y sus banderas, enjaezados con piezas de oro. Robledo llevaba sabuesos en sus correrías, lo que lo hacía más temible. Luego, se encaminó hacia Quimbaya con Suer de Nava, y el 9 de agosto de 1540 fundó San Jorge de Cartago. 

### Exploración y fundación de Villa de Santa Fe
En 1540 hizo su primera expedición al territorio que hoy conocemos como región paisa, en un rancherío que llamaron «El Pueblo de la Pascua», actualmente Damasco. Después pasó al valle —llamado de Aburrá por los indios y de San Bartolomé por los conquistadores, hoy Medellín— que había sido descubierto por el capitán Jerónimo Luis Tejelo, quien, acompañado por algunos hombres, se había separado de Robledo por orden suya.
En 1541 fundó la ciudad de Antioquia, que años después sería trasladada al sitio actual con el nombre de Santa Fe de Antioquia.

### Retorno a España

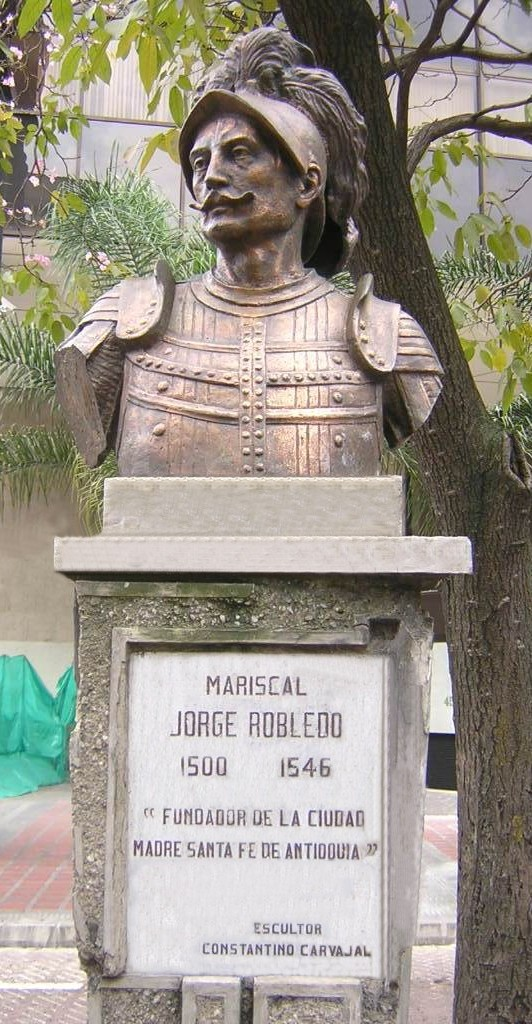
Busto de Jorge Robledo en Medellín

En 1542 se trasladó desde Santa Fe de Antioquia hasta el río Atrato y siguió su curso con la intención de embarcarse a España por San Sebastián de Buenavista en Urabá, fundada en mayo de 1535. Cuando arribó a la costa de Urabá, Alonso de Heredia lo acusó de usurpar los fueros de su hermano Pedro de Heredia, lo encarceló, le quitó sus riquezas y fue enviado a España con un proceso por haber usurpado las tierras de lo que, en pocos años, se denominaría Antioquia. En España, Robledo fue absuelto de los cargos de usurpación de jurisdicción entablados y fue recompensado con el título de mariscal.

### Regreso a las Indias
Regresó a Cartagena de Indias con su esposa María de Carvajal, conocida posteriormente como «la Mariscala». Una vez viuda se casa dos veces más: primero con el tesorero real de Bogotá y Santa Marta, Pedro Briceño Verdugo, natural de Arévalo, Ávila; y en segundas nupcias con Francisco Briceño López, natural de Corral de Almaguer, Toledo, presidente, capitán general, oidor de la Real Audiencia de Nueva Granada (1574-1575) y gobernador de Guatemala (1563-1569), que en 1546 partió hacia Antioquia, donde pretendía establecerse como el gobernador de las tierras que había encontrado años antes. Al llegar allí apresó al representante de Belalcázar y asumió el gobierno. Trató de hacer lo mismo en su recorrido por Arma, Cartago, Anserma y con el mismo Belalcázar, quien se encontraba en Cali, pero no lo consiguió.

### Muerte
Otros, entre ellos el capitán Francisco Hernández Girón, aconsejaban que le cortaran la cabeza, ya que era conveniente acabar con la vida del Mariscal y evitar el peligro de que con el juez Miguel Díez de Armendáriz se apropiara de nuevo de su Gobernación. Sebastián de Belalcázar se acogió a este último parecer. Francisco Hernández Girón dialogó un poco con Robledo, pero la decisión de ejecutarlo era definitiva. El Adelantado(Sebastián de Belalcázar) ordenó a sus hombres que se resguardaran en sus aposentos. Al oír esto, el Mariscal comprendió que lo iban a matar. Luego, unos soldados de Belalcázar se le acercaron y le mandaron que se confesara. Robledo solicitó la presencia de un sacerdote, que debió ser el padre Francisco Frías. Acto seguido llamó a un escribano para lo cual se designó a Pedro Sarmiento, a quien redactó su testamento. En el mencionado testamento dejó como heredera de sus bienes a su esposa, María de Carvajal. Después de redactar el testamento, rezó largo rato y decía a sus compañeros que lo visitaban, que no se afligieran por su muerte, que entre ellos era un evento muy común, exhortándolos a que siguieran sirviendo lealmente a su majestad. Al término de unas horas, cuando consideró que ya estaba preparado para morir, preguntó que quién lo mataría. Le contestaron que un negro le aplicaria la pena del garrote, a lo que Robledo contestó: "...Pues yo caballero soy, degollado debo ser, nunca plugue a Dios que un negro se acerque a mí..."  y luego, conformándose, contestó: "...Haced lo que querás y máteme quien quiera..." y luego encomendándose a la Virgen María y a Dios Nuestro Señor por sus pecados, y tomando él mismo el garrote, se acercó a un poste de la casa, diciendo que perdonaba a quienes lo matarían. El verdugo dio la vuelta al garrote. Robledo murió pidiendo perdón a Dios por sus pecados. Posteriormente Sebastián de Belalcázar difundió un pregón público que decía: "...Esta es la justicia que manda decir el Rey, nuestro señor a este hombre por alborotar estos reinos, y forzador y opresor de su real justicia, y porque descerrajó y quebrantó la casa real de la Villa de Anserma y se llevó el oro de ella y porque entró en estas provincias con mano armada, tambores de guerra y banderas tendidas...", todo según Pedro Cieza de León.
Después le cortaron la cabeza. Su cuerpo con la sangre aún caliente permaneció así por varias horas. También fueron condenados a la pena del garrote el comendador Hernán Rodríguez de Sosa, Baltazar de Ledesma y Juan Márquez Sanabria.
Jorge Robledo murió en la vereda alto de pozo del Corregimiento de San Bartolomé Pácora caldas el 5 de octubre de 1546.